# Ceresium clarkei
Ceresium clarkei är en skalbaggsart som beskrevs av J. Linsley Gressitt 1956. Ceresium clarkei ingår i släktet Ceresium och familjen långhorningar. Inga underarter finns listade i Catalogue of Life.